# NGC 3910
NGC 3910 est une vaste galaxie lenticulaire située dans la constellation du Lion. NGC 3910 a été découverte par l'astronome germano-britannique William Herschel en 1786.

## Caractéristiques
Sa vitesse par rapport au fond diffus cosmologique est de 8 191 ± 32 km/s, ce qui correspond à une distance de Hubble de 120,8 ± 8,5 Mpc (∼394 millions d'al).
NGC 3910 présente un noyau en retrait (RET, retired nucleus).

## Supernova
La supernova 2013hl a été découverte le 13 décembre 2013 dans NGC 3910 par l'astronome japonais Koichi Itagaki. Cette supernova était de type Ia.